# Hélène Adam
 (juin 2021).
Hélène Adam, née Bostyn le 20 janvier 1953 à Bourg-la-Reine (Hauts-de-Seine), également connue sous le pseudonyme de Maroussia, est une institutrice et militante trotskiste et féministe française.

## Biographie

### Situation personnelle
Hélène Bostyn naît le 20 janvier 1953 à Bourg-la-Reine. Elle est la deuxième des cinq enfants d'Andrée Desforge, et de Jean Bostyn, ouvrier à l'usine Thomson CSF à Malakoff, proche du Parti socialiste unifié. Après l'indépendance de l'Algérie, sa tante et deux de ses oncles deviennent « pieds rouges » en se rendant en Afrique du Nord. 

### Formation et débuts politiques
Scolarisée à l'école élémentaire publique de Sceaux, elle étudie ensuite au lycée de filles Marie-Curie de la même commune. Plongée au sein de l'établissement dans les mouvements de jeunesse et la grève générale ouvrière du 13 mai 1968 comptabilisant dix millions de grévistes, elle participe et pousse à des logiques d'auto-organisation. Elle obtient un baccalauréat scientifique en 1970.
Influencée par son entourage familial, notamment par son père, ses deux oncles et sa tante, Hélène Bostyn adhère au cadre de référence socialiste. Marquée par les figures révolutionnaires de Fidel Castro et de Che Guevara, elle milite dans des campagnes en faveur de la révolution cubaine ainsi que contre la bombe nucléaire, la faim dans le monde ou la guerre du Vietnam.
De 1970 à 1972, elle suit des études en économie à l'université Assas Paris 1, à l'issue desquelles elle obtient un diplôme d'études universitaires générales. En 1970, elle rejoint le mouvement des maoïstes, qui s'organisent notamment contre l'intervention américaine au Vietnam. Elle devient membre de l'organisation spontanéiste Gauche prolétarienne, de La Cause du peuple, le journal organe de celle-ci, et du Secours rouge du 14e arrondissement de Paris. 
Poussée par Gauche prolétarienne, elle interrompt ses études en août 1972 et s'établit à Millau, dans l'Aveyron, où elle travaille en tant que mécanicienne débutante dans une usine de confection de blousons de cuir, au sein de laquelle elle continue son action militante. Elle crée un comité de lutte pour instaurer la notion de salaire d'appoint. Au cours de l'année 1973, elle est licenciée et rentre à Paris.
Elle anime le comité de lutte d'Assas pendant la période de cohabitation entre les universités Paris 1 et Paris 2, où cette dernière est dominée par l'association étudiante d'extrême-droite GUD.
Dans les années 1970, elle dénonce les conditions de vie des prisonniers, celles des travailleurs immigrés dans les foyers, les accidents du travail mortels dans les mines, soutient les paysans du Larzac opposés à l'extension du camp militaire et la grève des ouvriers de l'usine Lip de Besançon.

### Vie privée
En 1980, elle se marie avec Louis Adam, expert-comptable, ancien directeur de l'Union nationale des étudiants de France, de l'organisation d'extrême-gauche Révolution ! et membre du Parti socialiste unifié puis du parti Ensemble. Le couple a deux enfants, Gwenn, née en 1981, et Hoel, né en 1986.

## Engagements féministes et politiques
De 1973 à 1975, Hélène Bostyn s'engage dans le Mouvement pour la liberté de l'avortement et de la contraception nouvellement créé, qui la marque profondément. Elle dira plus tard à ce sujet : « Une conscience précoce de la nécessité de s'imposer comme femme, alors que tout est fait pour nous en dissuader »[pertinence contestée].
Après la dissolution de Gauche prolétarienne en novembre 1973, elle devient institutrice remplaçante à Malakoff jusqu'en 1976. Elle se rapproche du Syndicat national des instituteurs et de l'École émancipée. En parallèle de son travail, elle passe une licence d'histoire à la Sorbonne.
Elle intègre la direction parisienne, puis le comité central de Révolution !, où elle adopte le pseudonyme de Maroussia, en référence à une nouvelle de Marko Vovtchok, dont le personnage homonyme était une de ses héroïnes d'enfance. Elle organise la fusion du mouvement avec l'Organisation communiste des travailleurs, la Gauche ouvrière et paysanne et un courant du PSU où elle obtient un poste de titulaire chargée de la jeunesse. Elle participe à « Femmes travailleuses en lutte » et publie dans la revue Les Pétroleuses et dans les Cahiers du féminisme de la Ligue communiste révolutionnaire. Elle organise des réunions en non-mixité, participe à l'élaboration de théories sur les origines du patriarcat, lutte pour le droit à l'avortement et la reconnaissance du viol comme un crime auprès de Maya Surduts, Jeannine et Josette Trat et Monique Saliou-Gloux, dite Frédérique Vinteul.
En 1979, elle participe à une scission de l'OCT rejoignant la LCR. Elle est nommée secrétaire du bureau politique, puis responsable de la Fédération Paris de la LCR, ayant notamment en charge les questions immigrées et la rédaction de l'hebdomadaire Rouge. Elle devient par la suite « multidirigeante ».
À sa fondation en 1989, elle rejoint la Fédération Sud-PTT en réaction à la privatisation de France Télécom et devient représentante au Conseil économique social et environnemental de l'Union syndicale Solidaires, auquel appartient Sud PTT.
Après la dissolution de la LCR en 2009, elle rejoint le Nouveau Parti anticapitaliste. En 2012, elle quitte le parti en tant que membre de Gauche anticapitaliste, qui soutient la campagne de Jean-Luc Mélenchon à l'élection présidentielle la même année et participe ensuite à la fondation du parti de gauche radicale Ensemble.

## Défense des immigrés
Dans les années 1980 et 1990, Hélène Adam prend part à l'aide aux immigrés au LCR. Elle renoue avec ses contacts d'associations de travailleurs immigrés regroupés dans la Maison des travailleurs immigrés, organise des « grèves de la faim des sans-papiers » et des grèves effectuées par des nettoyeurs de métro. Elle tente de nouer des liens entre les différentes générations d'immigrés et s'engage dans le militantisme antiraciste en réaction à l'émergence du Front national.

## Publications
- Hélène Adam, François Coustal, C'était la Ligue, Paris, Syllepse et Arcane 17, 2019, 766 pages